# Quillebeuf-sur-Seine
Quillebeuf-sur-Seine är en kommun i departementet Eure i regionen Normandie i norra Frankrike. Kommunen ligger i kantonen Quillebeuf-sur-Seine som tillhör arrondissementet Bernay. År 2022 hade Quillebeuf-sur-Seine 838 invånare.

## Befolkningsutveckling
Antalet invånare i kommunen Quillebeuf-sur-Seine
Referens:INSEE